# ديفيد فوربس (متسابق يخت)
ديفيد فوربس (بالإنجليزية: David Forbes)‏ هو متسابق يخت أسترالي، ولد في 26 يناير 1934.

## وصلات خارجية
- ديفيد فوربس على موقع الاتحاد الدولي للملاحة الشراعية (موقع جديد) (الإنجليزية)
- ديفيد فوربس على موقع الاتحاد الدولي للملاحة الشراعية (موقع قديم) (الإنجليزية)
- ديفيد فوربس على موقع الاتحاد الدولي للملاحة الشراعية (موقع قديم) (الإنجليزية)
- ديفيد فوربس على موقع اللجنة الأولمبية الدولية (الإنجليزية)
- ديفيد فوربس على موقع أوليمبيديا (الإنجليزية)
- ديفيد فوربس على موقع اللجنة الأولمبية الأسترالية (الإنجليزية)
- ديفيد فوربس على موقع قاعة أستراليا للمشاهير الرياضية (الإنجليزية)